# Registrierkasse

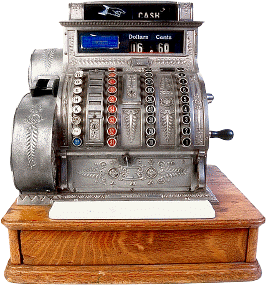
Registrierkasse (vermutlich: um 1900, USA), mit Handkurbel rechts, Rollenhalter für Papierbelegausgabe links, auf hölzerner Kassenlade.

Eine Registrierkasse (in Österreich Registrierkassa) ist ein auf den Verkauf von Waren oder Dienstleistungen spezialisiertes Erfassungsgerät, das zur Abrechnung von Barzahlungsvorgängen (Bareinzahlung und Barauszahlung) und zur Erstellung von Belegen (Kassenbon) dient.

## Allgemeines
Es gibt heute verschiedene technische Umsetzungen – zu unterscheiden sind vor allem „offene“ Datenerfassungssysteme (bestehend aus Standard-Hardware, einem Standard-Betriebssystem und einer Kassensoftware) sowie „geschlossene“ (oder auch „proprietäre“) Systeme (in denen Hard- und Software eine Einheit bilden). Leistungsfähigere, integrierte Registrierkassen werden oft auch als Kassensystem oder „POS-System“ (englisch Point of Sale; Verkaufsort) vermarktet. In vielen Fällen besteht eine Integration in ein Warenwirtschaftssystem.

## Geschichte

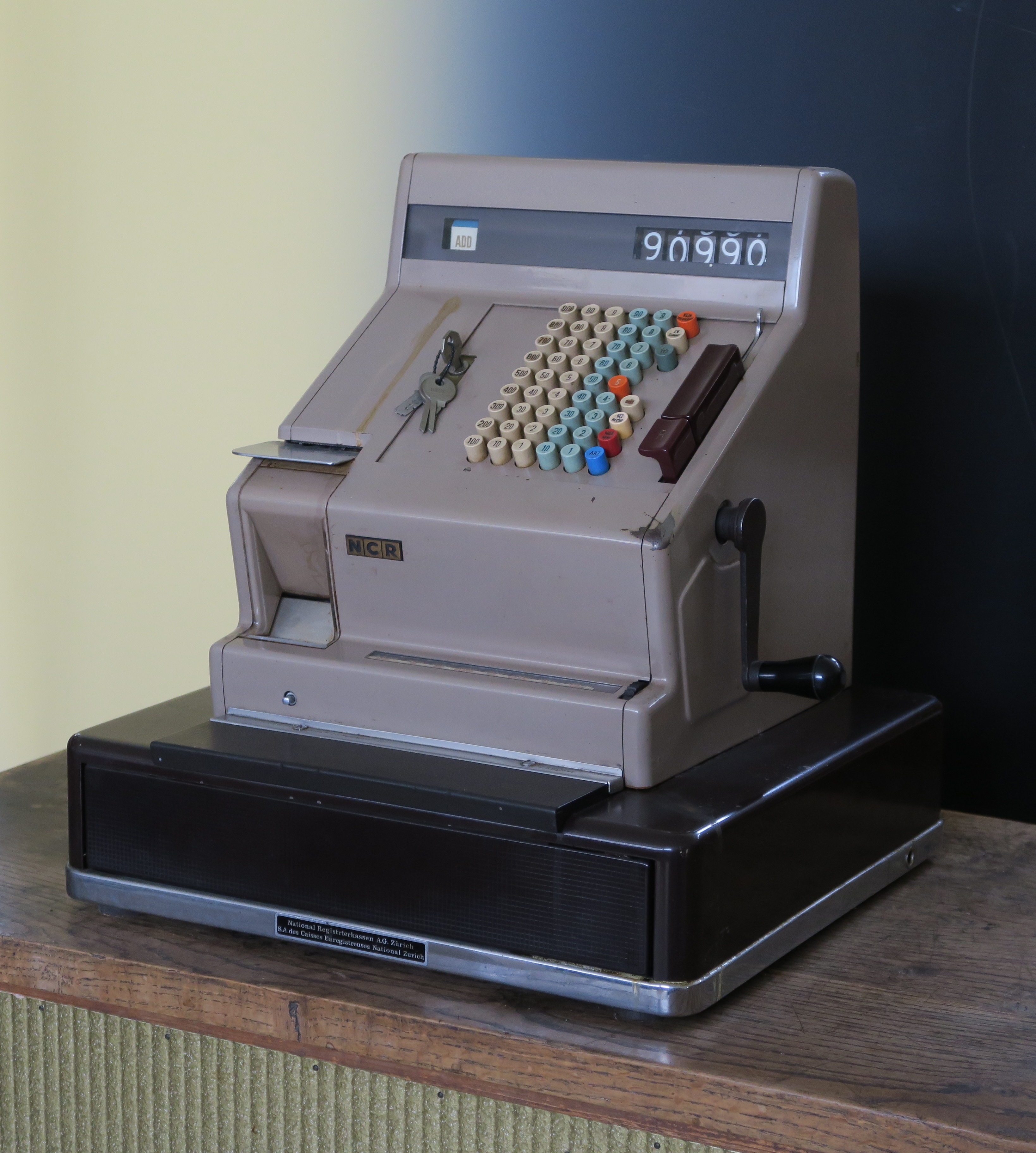
NCR Registrierkasse (1970), elektrisch und manuell

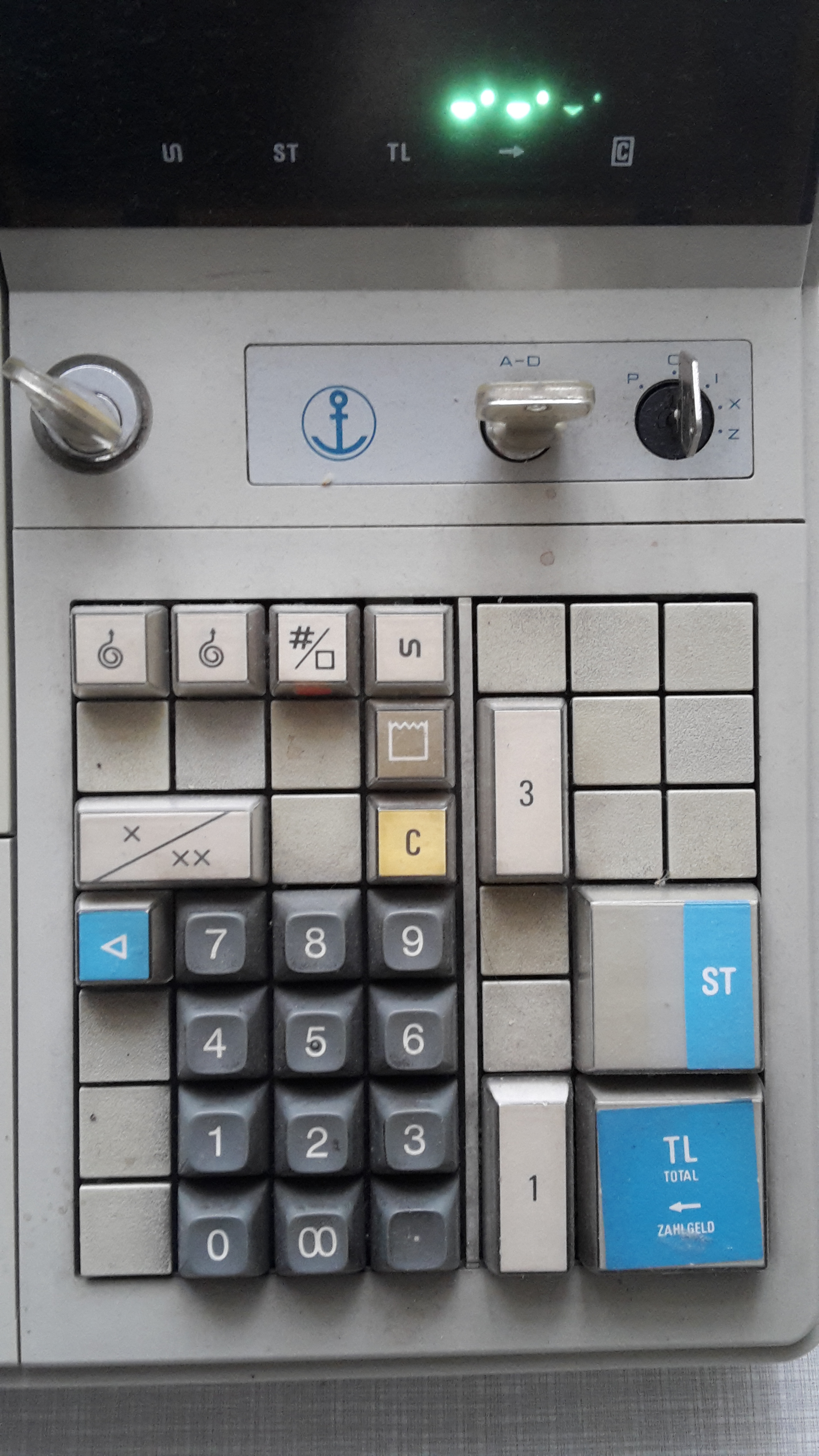
Bedienungsfeld eines elektrischen Tischrechners der Anker-Werke aus den 1970er Jahren

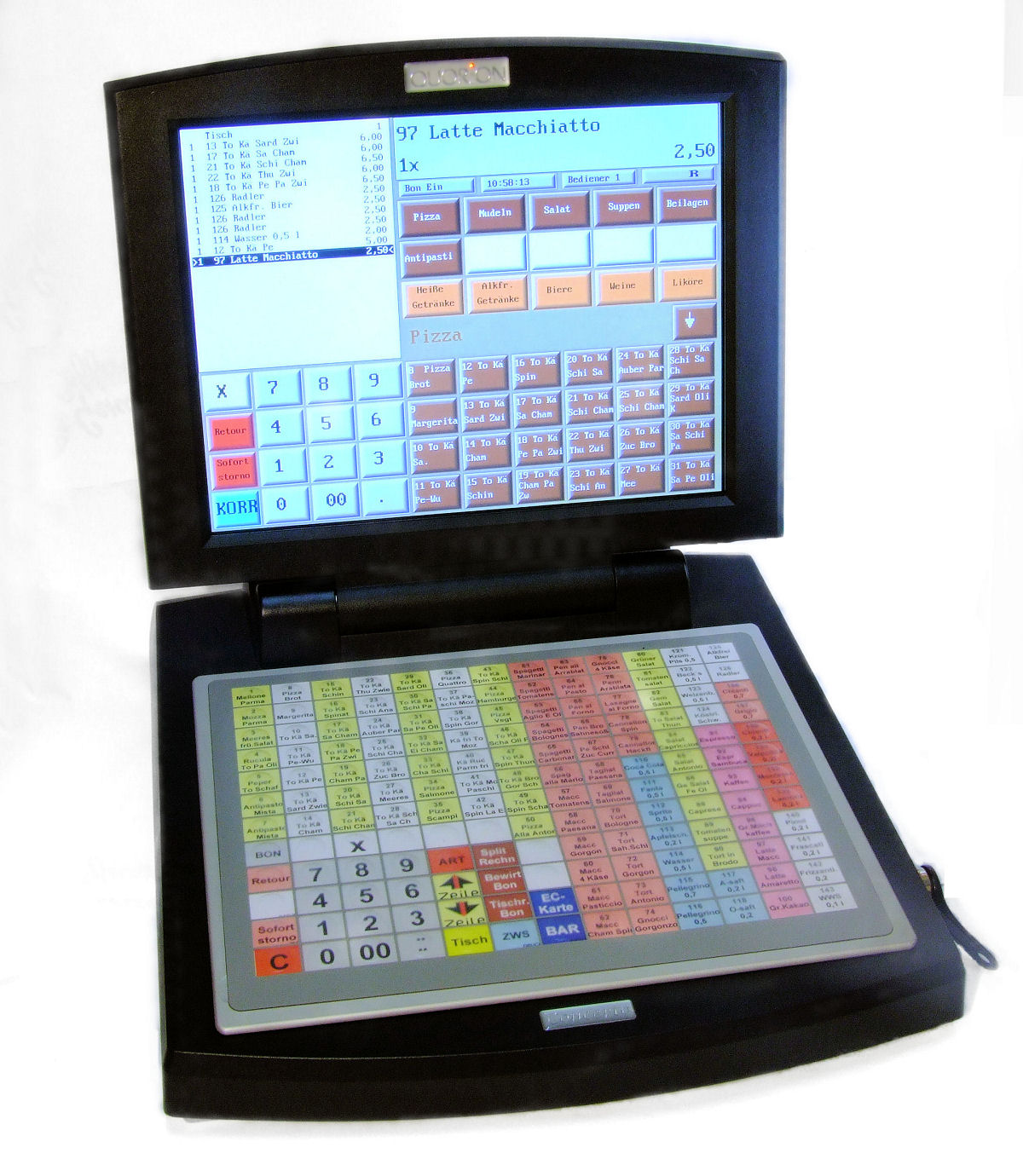
Registrierkasse (2011) QUORiON Concerto einer Pizzeria mit beschrifteter Folientastatur

Die Registrierkasse wurde am 4. November 1879 von dem Lokalbesitzer James Ritty in Dayton, Ohio, USA zum Patent angemeldet, um den Diebstahl durch sein Personal zu verringern. Der Kern der Erfindung war die Bargeldschublade, die sich nur zum festgelegten Zeitpunkt mit dem für die Registrierkasse typisch gewordenen Klingelgeräusch öffnete. Auch heute noch wird jede Kassenöffnung digital registriert.
Ritty erhielt am 30. Januar 1883 zusammen mit John Birch das Patent darauf. Seine neu gegründete Firma zur Herstellung von Registrierkassen wurde 1884 von John H. Patterson gekauft, der sie in National Cash Register Company (heute: NCR Corporation) umbenannte. NCR wurde sehr rasch in den USA zum Marktführer und vertrieb das Erfolgsprodukt Registrierkasse bald auch weltweit.

## Technik

### Offene Systeme

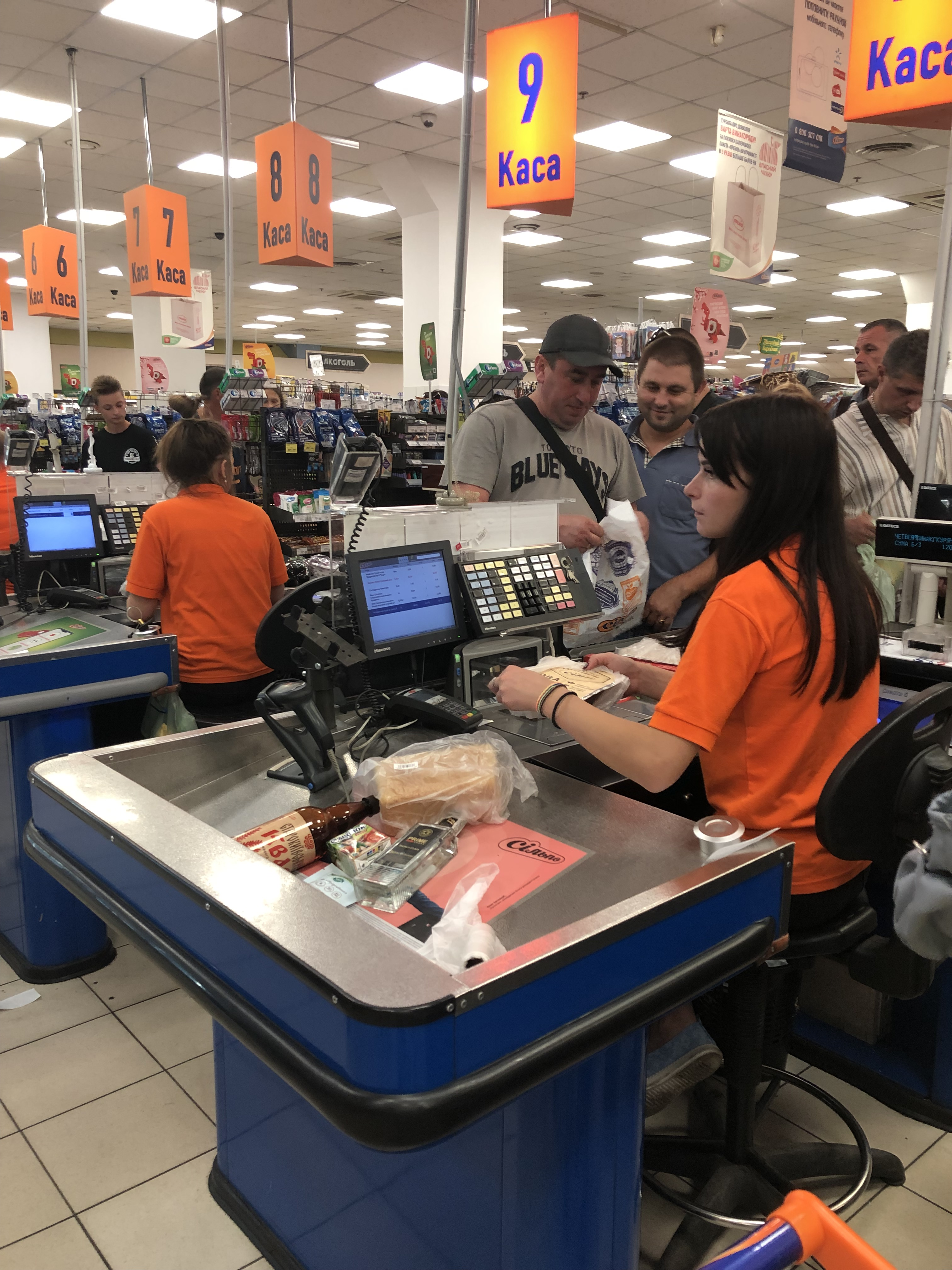
Kasse mit Peripheriegeräten (von Datalogic, Datecs, Hisense und Ingenico) in einem Supermarkt in der Ukraine.

Ein offenes System (oft auch „PC-Kasse“ genannt) besteht aus Kassenhardware und Kassensoftware. Die Kassenhardware ist im Regelfall PC-kompatibel, aber speziell für den Einsatz am Kassenplatz ausgelegt. Weitere Bestandteile der Kassenhardware sind z. B. Bondrucker für den Ausdruck von Belegen, Barcodescanner, Kassenschublade, programmierbare Kassentastatur, Kundenanzeige, EFT-Zahlungsterminal usw. Es werden überwiegend Windows oder Linux als Betriebssystem verwendet. Die Kassensoftware ist eine Anwendung, die als Standard- oder Individualsoftware entwickelt wurde.
Vorteile sind die Unabhängigkeit von Hard- und Software sowie die Verfügbarkeit leistungsfähiger Hardware sowie Werkzeugen wie SQL-Datenbanken. Nachteile sind die Fehleranfälligkeit durch die Komplexität der Hard- und Software, Sicherheitslücken der Standard-Betriebssysteme und die kurzen Produktzyklen der aus dem Consumer-Bereich abgeleiteten Technologien.

### Geschlossene Systeme
Bei diesen Systemen wird eine speziell für das Gerät entwickelte Hardware verwendet. Die weitere Hardwareausstattung entspricht heute weitgehend der unter den offenen Systemen genannten. Die Betriebssysteme sind entweder vom Hersteller selbst entwickelt oder es werden kommerziell verfügbare bzw. Open-Source-Lösungen verwendet. Dabei werden immer häufiger speziell angepasste Linux-Varianten verwendet. Die Kassensoftware ist speziell auf die jeweilige Hardware zugeschnitten und kann nicht ohne weiteres auf einer anderen Hardware eingesetzt werden. Verschiedene Hersteller setzen allerdings in mehreren ihrer Modelle die gleiche Software ein.
Vorteile sind vor allem die hohe Ausfall- und Datensicherheit. Ein Nachteil ist, dass Hard- und Software von einem Anbieter bezogen werden müssen.

### Trends
Zur Bedienung der Kassen setzen sich Touchscreens immer weiter durch, da diese flexibler sind als fest beschriftete Tastaturen. Speziell in der Gastronomie wächst der Anteil der tragbaren Kassenterminals, die per Funk mit den stationären Kassen und Peripheriegeräten wie Druckern kommunizieren. Hier hat sich der Begriff Funkbonieren durchgesetzt. Während der Kellner mit einem tragbaren Kassenterminal die Bestellung aufnimmt, wird in der Küche sofort mit der Zubereitung gestartet. Besonders die technologische Entwicklung von Tablets und Smartphones unterstützen diesen Trend.

### Cloud-basiert
Das Aufkommen von Cloud-Computing hat auch für Registrierkassen eine neue Möglichkeit geschaffen auf die Software direkt über das Internet zuzugreifen. Die Plattformunabhängigkeit von cloud-basierten Registrierkassen ermöglicht es eine Bandbreite an Hardware anzubinden, wie beispielsweise Tablets und Smartphones. Diese Geräte ermöglichen es mittels eingebauter Kamera auch als Barcode-Scanner verwendet zu werden und via NFC oder externen Kartenlesegeräten als POS-Terminal. Einige Unternehmen haben ihre Software ausdrücklich für den cloud-basierten Gebrauch entwickelt.

## Branchen
Je nach Branche, in der die Registrierkasse eingesetzt wird, unterscheiden sich die Anforderungen und dementsprechend die Funktionen erheblich. Grob lässt sich eine Unterteilung in Gastronomie- und Handelslösungen vornehmen.

### Gastronomie
In der Gastronomie dienen Registrierkassen nicht nur zur Aufzeichnung der Verkäufe, sondern sind auch Bestell- und Informationssysteme. Bei den Systemen, die in Gaststätten zum Einsatz kommen, wird in der Regel für jede Person (Kellner), welche die Bestellung entgegennimmt, getrennt gebucht, wobei die Einnahmen sowohl personenbezogen als auch für den jeweiligen Tag zusammengefasst werden können. Zur Steuerung der Arbeitsabläufe in Küche und Service können verschiedene Arten von Bons auf verschiedenen Druckern (z. B. Theken- und Küchendrucker) oder auch Küchenmonitoren gedruckt bzw. angezeigt werden. Für die Abrechnung der offenen Tische stehen Funktionen wie Zusammenlegen oder Aufteilen von Rechnungen zur Verfügung. Komplexere Systeme bieten zusätzlich Funktionen wie Gutscheinverwaltung, Kundenverwaltung, Statistiken, bargeldloses Bezahlen, Anbindung mobiler Bestellterminals usw.

### Handel
Je nach Art des Einzelhandels werden sehr unterschiedliche Funktionen gefordert. So müssen z. B. Systeme für den Textileinzelhandel Größen und Farben für verkaufte Artikel verwalten können, während Systeme in Bäckereiketten Bestellungen und Retouren erfassen müssen. Die Systeme werden auch genutzt, um die Gewohnheiten und Vorlieben einzelner Kunden zu erfassen. Die meisten im Handel verwendeten Registrierkassen stehen in Verbindung mit einem Warenwirtschaftssystem und der Finanzbuchhaltung. Verkäufe werden überwiegend über Strichcodes erfasst.

### Mobile Dienstleister
Berufe, die von unterwegs aus Rechnungen erstellen und ausdrucken, benötigen vor allem eine lange Akkulaufzeit. Dienstleister wie Ärzte, Friseure, Taxifahrer oder Markthändler verwenden für den mobilen Gebrauch oftmals All-in-One Lösungen, die Software und Hardware vereinen.

## Typische Bedienabläufe
Aufgrund der verschiedensten Varianten und Ausstattungen von Registrierkassen sind allgemein gültige Beschreibungen nicht möglich. Sie ergeben sich aus der jeweiligen Bedienungsanleitung der Kasse. Typisch sind jedoch folgende Abläufe:
Im Registriervorgang erfasst der Kassierer die Sollposition des Kassiervorgangs. Dabei werden je nach technischer Begebenheit die Einzelpreise der zu registrierenden „Kassierobjekte“ (z. B. Waren, Dienstleistungen, Eintrittsgebühr etc.) registriert, oder aber ein Identifikationsmerkmal des Kassierobjektes. In aktuellen Kassensystemen werden im Handel und in der Gastronomie meist Artikelnummern manuell erfasst, Festtasten auf der Kassentastatur oder dem Touchscreen betätigt oder ein Barcode (z. B. EAN-Code) wird zum Erfassen des Kassierobjektes gescannt.
Nach Abschluss des Registriervorgangs, i. d. R. durch Betätigung der Zwischensummentaste, hat die Registrierkasse für den Kassiervorgang die Sollposition ermittelt, die zu zahlen ist, und zeigt diese an. Der Kassierer erfasst den gezahlten Betrag in der Kasse, wodurch sich die Sollposition der gelieferten Kassierobjekte und die Ist-Position der Bezahlung in der Kasse ausgleichen.
Alle Kassen weisen bei Überzahlung die Höhe des Wechselgeldes aus. Das Rückgeldzahlungsmittel entspricht dabei nicht zwangsweise dem verwendeten Zahlungsmittel. So wird z. B. bei Wertgutscheinen bei einer Überzahlung regelmäßig in bar zurückgegeben, sofern ein solcher Vorgang nicht vom Herausgeber des Wertgutscheins bzw. von der Akzeptanzstelle ausgeschlossen ist.

## Rechtlicher Rahmen in Deutschland und in Österreich
In Deutschland sind die GoB der allgemeine Rahmen i. V. m. den §§ 145 ff AO bzw. § 238 HGB. Auch für die Einnahme-Überschuss-Rechner greift wegen § 22 UStG die Einzelaufzeichnungspflicht ein. Dadurch gibt es die Einzelaufzeichnungspflicht für jeden Barerlös. Wenn die Praxis dies teilweise anders handhabt, so erfolgt dadurch keine Änderung der GoB. Die GoBD regeln heute den rechtlichen Rahmen für die Registrierkasse als sog. Vorsystem. Gibt es Abweichungen zwischen dem Z-Bon und dem Kasseninhalt, so ist steuerlich der Inhalt des Z-Bons maßgebend.
In Österreich wurden per Gesetz am 1. Jänner 2016 Registrierkassen für Betriebe ab 15.000 € Gesamtumsatz pro Jahr, falls davon mindestens 7.500 € in Bar anfallen, vorgeschrieben. Die technischen Einzelheiten für Sicherheitseinrichtungen in den Registrierkassen ist in der Registrierkassensicherheitsverordnung geregelt.

## Sicherheit

### Datensicherheit
Daten von Registrierkassen werden teilweise manipuliert, um Steuerhinterziehung zu ermöglichen. Durch den steigenden behördlichen Druck, Einzeldaten aufzuzeichnen und zur Prüfung bereitzustellen, werden Manipulationen aufwendiger – dazu werden verstärkt Zapper verwendet. Eine Unveränderbarkeit von Daten ist zwar gesetzlich gefordert (§ 146 Abs. 4 AO), kann aber bei digitalen Daten nur durch geeignete technische Verfahren wie Fiskalspeicher oder INSIKA in Verbindung mit einem – momentan nicht vorhandenen – rechtlichen Rahmen gewährleistet werden. Das Problem stellt sich auch bei sonstigen, nicht dokumentierten Eingriffen in die Programmierung der Registrierkasse, Waagen oder bei Taxis durch sog. Zweittaxameter.
Die ab 1. Januar 2015 geltenden GoBD lösen das Problem nicht, da dort nur abstrakte Ansätze beschrieben werden, die nur organisatorischer Art sind und – anders als technische Lösungen – keine revisionssichere, also unabänderbare Kasse gem. § 146 Abs. 4 AO sicherstellen. Am 31. Dezember 2016 endete die Übergangsregelung aus dem BMF-Schreiben vom 26. November 2010 – IV A 4 – S 0316/08/10004-07 –, sodass ab 1. Januar 2017 jede Registrierkasse GoBD-konform sein muss. Dies bedeutet, dass jede einzelne Transaktion für einen Zeitraum von mindestens zehn Jahren aufgezeichnet und gespeichert werden muss. Es muss ebenfalls nachweislich belegbar sein, dass die Registrierkasse manipulationssicher ist.

### Diebstahl
Je nach Geschäftstyp bleibt außerhalb der Öffnungszeiten des Geschäftes oft eine bestimmte Menge an Wechselgeld in der Registrierkasse. Die allgemeine Empfehlung von Polizei und Versicherungswirtschaft lautet, die Registrierkasse zu leeren und die Lade außerhalb der Öffnungszeiten offen zu lassen. Das würde zwar den Einbruch nicht verhindern, aber einen Schaden an der Kasse selbst (Aufbruch) verringern.

## Ausblick
Seit Jahren wird das sogenannte „Self-Scanning“ propagiert, mit dem der Kunde den Kassiervorgang ohne die Hilfe eines Kassierers selbst abwickeln kann. Sinn und Zweck ist die Personaleinsparung. Solche Selbstbedienungskassen werden zum Beispiel bei IKEA und verschiedenen Supermärkten eingesetzt. Im Zuge der Warenkennzeichnung mit RFID-Chip sind weitreichende Veränderungen zu erwarten.

## Steuerliche Aspekte (Deutschland)

### Anforderungen
Für die Beurteilung der Ordnungsmäßigkeit einer Kassenbuchführung gelten folgende Grundlagen:
- Abgabenordnung (AO), insbesondere die §§145 bis 147 AO,
- BMF-Schreiben vom 26. November 2010, IV A 4 – S 0316/08/10004-07
- BMF-Schreiben vom 9. Januar 1996, IV A 8 – S 0310 – 5/95 (nur noch für nicht „aufrüstbare“ Kassen anzuwenden)
- GoBD in der ab 1. Januar 2020 geltenden neuen Fassung

Die GoBD ersetzen die folgenden bisher gültigen Erlasse:
- Grundsätze ordnungsmäßiger DV-gestützter Buchführungssysteme (GoBS) vom 7. November 1995 – IV A 8 – S 0316 – 52/95
- Grundsätze zum Datenzugriff und zur Prüfbarkeit digitaler Unterlagen (GDPdU) vom 16. Juli 2001 – IV D 2 – S 0316 – 136/01

Grundvoraussetzung ist, dass die Registrier- oder PC-Kasse GoBD-fest ist, also den Anforderungen der GoBD entspricht. PC-Kassen müssen bereits seit dem 1. Januar 2002 sämtliche Einzeldaten eines „gebongten“ Geschäftsvorfalls speichern und im Fall einer steuerlichen Außenprüfung in einem maschinell auswertbaren Format zur Verfügung stellen. Wenn ein Kassensystem bauartbedingt die steuerlich relevanten Daten eines Kassenbons nicht elektronisch aufzeichnen und archivieren kann, wurde dessen weiterer Einsatz bis zum 31. Dezember 2016 nicht beanstandet. Seither darf es für die steuerliche Einnahmeermittlung nicht mehr eingesetzt werden. Es ist jedoch erforderlich, dass bei der eingesetzten Registrierkasse technisch mögliche Softwareanpassungen oder Speichererweiterungen vorgenommen werden (sog. Aufrüstungsverpflichtung). Faktisch erfolgt diese Aufrüstung nicht, weil der Kassendienstleister keinen Hinweis gibt oder der Unternehmer meint, mangels Einzelaufzeichnungen prüfungssicher zu sein. Er übersieht dabei, dass die nicht erfolgte Aufrüstung einen schweren formellen Mangel bildet, der bei bargeldintensiven Betrieben dazu führt, dass eine Hinzuschätzung von mindestens 3 – 8 % des Umsatzes erfolgt.

### Offene Ladenkasse
Bei der „offenen Ladenkasse“ (die auch als offene Kasse, Schubladenkasse, Barkasse, oder in der Gastronomie als Thekenkasse bezeichnet wird) sind die Anforderungen an eine ordnungsgemäße Kassenführung – im Gegensatz zur Kassenführung mit Hilfe einer Registrierkasse/PC-Kasse – mit hohem Aufwand verbunden. Das folgt zwingend aus der täglichen Auszählung der Tageslosung und dem täglich zu führenden Kassenbericht mit den aufzubewahrenden Belegen. Auch hier ist prinzipiell die Aufzeichnung eines jeden einzelnen Handelsgeschäftes mit ausreichender Bezeichnung des Geschäftsvorfalls erforderlich. Zu erfassen sind: Inhalt des Geschäfts, Name, Firma und Adresse des Vertragspartners.
Die Pflicht zur Einzelaufzeichnung musste nach bisher herrschender Meinung dann nicht erfüllt werden, soweit nachweislich Waren an eine unbestimmte Vielzahl nicht bekannter und auch nicht feststellbarer Personen verkauft werden. Diese Ausnahme galt nur im Einzelhandel, also nicht z. B. für Taxis, Schaustellbetriebe und Hotels. Aber auch danach müssen bei bekannten Kunden immer Aufzeichnungen auch für die Ertragssteuer gemacht werden, die zum täglichen Kassenbericht zu nehmen und damit aufzubewahren sind. Da aber Aufzeichnungen nach § 22 UStG geführt werden müssen, die auch für die Einkommensteuer vorgreiflich sind, besteht immer eine Aufzeichnungspflicht, auch wenn der Kunde namentlich nicht bekannt ist. Im Übrigen würde die offene Ladenkasse ohne Aufzeichnung der Barerlöse nicht kassensturzfähig sein und damit wäre die Richtigkeitsvermutung des § 158 AO nicht anwendbar. Es gibt damit keinen Bereich mehr ohne Aufzeichnungspflicht gemäß § 22 UStG. Diese Aufzeichnungen sind für die Einkommensteuer bindend. Fehlen sie, so ist die Kassenführung nicht ordnungsgemäß i. S. d. § 158 AO. Besteht eine vollständige oder partielle Aufzeichnungspflicht für einzelne Geschäftsvorfälle, so müssen sie in einem Kassenbuch erfasst und bei Geschäftsschluss mit dem ausgezählten Inhalt der offenen Ladenkasse abgeglichen und dann in den Kassenbericht übernommen werden. Bei Einzelaufzeichnungspflicht reicht die übliche Auszählung der Tageslosung nicht aus. Die Einzelaufzeichnungspflicht ist rechtlich die Regel, da auf sie nur bei Verkauf von Waren an eine Vielzahl unbekannter Personen verzichtet werden darf. Damit scheidet die offene Ladenkasse in Restaurants, bei Schaustellern, in Gaststätten als Haupt- und Thekenkasse aus, weil die tatbestandlichen Voraussetzungen für ihre Verwendung nicht erfüllt sind. Denn bereits § 22 UStG erfordert Einzelaufzeichnungen, die fortlaufend mit Belegen zu erfassen sind. Eine tägliche Auszählung der Tageslosung reicht nicht aus, da dies keine fortlaufenden Aufzeichnungen ersetzen kann. Es gibt also kein Wahlrecht, im bargeldintensiven Betrieb entweder Einzelaufzeichnungen für alle Geschäftsvorfälle zu führen oder alternativ eine offene Ladenkasse zu führen und nur die Tageslosung bei Geschäftsschluss auszuzählen.
Sofern bereits Einzelaufzeichnungen geführt werden, z. B. in Form von Reservierung, Eintragungen, so sind die Vorschriften zur Einzelaufzeichnung vollständig zu erfüllen. Häufig werden bereits auch aufgrund anderer Vorschriften, z. B. § 22 UStG bereits Einzelaufzeichnungen geführt (Aufzeichnungen aufgrund verschiedener Steuersätze).
Bei einer offenen Ladenkasse ohne Einzelaufzeichnungspflicht müssen die Bareinnahmen anhand eines sog. Kassenberichts nachgewiesen werden, in dem sie täglich mit dem Anfangs- und Endbestand der Kasse abgestimmt werden. Für die Anfertigung eines Kassenberichts ist der gesamte geschäftliche Bargeldendbestand einschließlich Hartgeld – unabhängig vom Aufbewahrungsort des Geldes (z. B. Tresorgeld, Handkassen der Kellner, Wechselgeld, Portokasse etc.) – täglich zu zählen. Der Kassenbestand ist sodann rechnerisch um die Entnahmen und Ausgaben zu erhöhen und um die Einlagen zu mindern, so dass sich die Einnahme ergibt. Die Entnahmen, Einlagen und Ausgaben sind durch Belege nachzuweisen. Nur ein in solcher Weise erstellter Kassenbericht ist zulässig. Mit Standardsoftware (z. B. Office-Programme) erstellte Tabellen sind nicht manipulationssicher und entsprechen somit nicht den Vorschriften. Am Markt erhältliche Software wird nur dann als ordnungsgemäß anerkannt, wenn eine nachträgliche Änderung unmöglich bzw. – sofern möglich – mit einem entsprechenden automatisch vom Programm gesetzten Vermerk ersichtlich ist. Darüber hinaus sollte die Ermittlung des Geldbestandes am Ende des Tages (Tageslosung) durch ein sog. Zählprotokoll nachgewiesen werden. Rundungen oder Schätzungen sind unzulässig, da dann die nötige Auszählung widerlegt ist und nur eine rechnerisch geführte Buchkasse geführt worden ist. Sie ist ein Verstoß gegen § 158 AO. Die Aufzeichnungen gemäß § 22 UStG gelten auch für Barerlöse und sind für jede offene Ladenkasse gesondert zu führen, wenn z. B. mehrere Filialen geführt werden oder bei Verkaufsständen auf unterschiedlichen Wochenmärkten. Es ist also nicht möglich, für zwei verschiedene Geschäfte oder Betriebe eine einheitliche Schubladenkasse zu führen. Dann erfolgt eine Hinzuschätzung gem. § 162 AO. Da die Kassenführung wegen dieses formellen Fehlers bei bargeldintensiven Betrieben gegen § 158 AO verstößt, wird er dadurch zum materiellen Fehler und es erfolgt eine Vollschätzung. Ein besonderes Risiko stellt die offene Ladenkasse dar, weil sie mangels Einzelaufzeichnungen – es wird nur die Gesamtsumme als Tageslosung ausgezählt – keinen Überblick verschafft, welche Barerlöse erzielt worden sind. Das eröffnet den weiten Bereich, dass Dritte (Personal und andere Dritte) unbemerkt in die Kasse greifen. Das ist ein grundlegender Einwand gegen die vermeintlich sichere Kassenführung.
Neuregelung durch § 146 Abs. 1 AO seit 1. Januar 2017
Die Einzelaufzeichnungspflicht ist jetzt im Gesetz geregelt. Dadurch gibt es eine allgemeine Einzelaufzeichnungspflicht. Eine Ausnahme ist aus Zumutbarkeitsgründen beim Barverkauf von Waren durch den Einzelhändler an namentlich unbekannte Kunden zulässig, wenn keine elektronischen Aufzeichnungen erfolgen. Die Zumutbarkeitsüberlegungen sind grundsätzlich auch auf Dienstleistungen übertragbar. Wegen § 22 UStG, durch § 144 AO und dem Geldwäschegesetz und mangels Unzumutbarkeit sind die Einzelaufzeichnungen zum Regelfall geworden.

#### Risiko für steuerlichen Berater
Die offene Ladenkasse kann richtigerweise kaum eingesetzt werden. Im Regelfall führt ihre Verwendung selbst – unabhängig von den anderen, kaum vermeidbaren schweren formellen Fehlern – bereits zu einem schweren Fehler, da die tatbestandsmäßigen Voraussetzungen für diese Kassenführung nicht erfüllt sind. Es fehlt fast immer an den nötigen geringen Barentgelten im Centbereich. Dieser schwere formelle Fehler führt zu Mehrsteuern. Das löst die zivilrechtliche Schadensersatzpflicht des steuerlichen Beraters aus, wenn er vertraglich für Kassenführung verantwortlich ist und diese Fehlerquelle nicht durch Einzelaufzeichnungen beendet. Er erkennt den Fehler, wenn er nur Kassenberichte ohne Einzelaufzeichnungen erhält. Bei der sog. Evidenzhaftung muss der Berater im Dauermandat diese evident fehlerhafte Kassenführung beanstanden, auch wenn er selbst durch den Beratungsvertrag die Verantwortung für die Grundaufzeichnungen für die Kassenführung ausgeschlossen hat. Dieser Schadensersatzanspruch des Steuerschuldners kann auch vom Finanzamt gepfändet bzw. vom Insolvenzverwalter im Insolvenzverfahren geltend gemacht werden, um die Masse zu mehren.

#### Downsizing von Registrierkasse auf offene Ladenkasse
Die Pflicht zur Speicherung der Einzelaufzeichnungen wird vielfach als unerwünscht angesehen. Laienhaft gesehen wird die Verwendung einer Registrierkasse mit ihren erhöhten Anforderungen durch die GoBD wie Verfahrensdokumentation und Internem Kontrollsystem sowie der künftig ggf. nötigen Zertifizierung vermieden, indem stattdessen die Kassenführung mit der offenen Ladenkasse erfolgt. Das ist ein teurer Irrweg. Zum einen muss dafür geprüft werden, ob sich nicht ohnehin bereits aus § 22 UStG oder wegen der Buchführungspflicht eine Pflicht zur Einzelaufzeichnung der Barerlöse ergibt. Dann muss bedacht werden, dass die offene Ladenkasse mangels geringwertiger Erlöse fast immer unzulässig ist und damit zur Versagung des § 158 AO führt. Die Liste der wahrscheinlichen formellen Fehler ist im Übrigen so groß, dass der nicht versierte Steuerpflichtige, aber sein Buchhalter oder auch sein steuerlicher Berater fast zwingend schwere formelle Fehler machen. Das Downsizing ist also höchst riskant, weil damit die Mehrsteuern drohen.

### Nichtbenutzung der Registrierkasse
Der Geschäftsvorfall muss sofort bei Bestellung und spätestens bei Leistungserbringung in die Registrierkasse eingetippt werden. Eine zusammenfassende Erfassung erst bei Bezahlung ist grob fehlerhaft, auch wenn eine Zwischenspeicherung außerhalb der Registrierkasse erfolgt. Wenn der Geschäftsvorfall nicht bzw. nicht sofort in die Registrierkasse eingegeben wird, so stellt dies bereits eine Steuerhinterziehung dar. Denn die Registrierkasse setzt voraus, dass die Erlöse/Entgelte sofort eingebucht, also registriert werden. Diese Eingabe muss chronologisch erfolgen, so dass der Hinweis auf ein vermeintlich beabsichtigtes Nachbuchen nur eine irrelevante Schutzbehauptung ist. Eine solche Registrierung wird durch Eingabe in den Trainingsspeicher widerlegt. Das wird oft als Azubi-Taste bezeichnet und auf dem Bon als „keine Rechnung“, „Inforechnung“ oder „Zwischenrechnung“ sogar für den Kunden und den Steuerberater transparent. Damit erscheinen diese Umsätze nicht auf dem Z-Bon und damit auch nicht in der Voranmeldung. Bei jeder Kassennachschau oder Betriebsprüfung wird deshalb auch der Trainingsspeicher mit geprüft. Für Dritte ist diese unterlassene Eingabe deutlich daran zu erkennen, dass es keinen Bon gibt. Noch deutlicher wird es, wenn die Registrierkasse offen bleibt, also das Wechselgeld herausgenommen wird, ohne die Erlöse einzugeben, also durch Registrierung zu buchen. Das wird bei der digitalen Prüfung durch das sog. Zeitfenster schnell nachweisbar. Durch die bisher unterlassene Einführung der Belegpflicht in Deutschland ist nie gesichert, dass die Daten registriert sind. Auch Endverbraucher erkennen das schnell, wenn sie erst nach Bezahlung einen Kassenbon verlangen. Die Eingabe ist nicht erfolgt, wenn jetzt die einzelnen Geschäftsvorfälle eingetippt werden müssen und nicht sofort auf Knopfdruck ein Bon ausgedruckt werden kann. Der Anspruch des Kunden auf den Bon folgt aus dem zivilrechtlichen Anspruch auf eine Quittung. Mangels Belegpflicht durch zwingend zu erteilende Bons läuft die im Referentenentwurf gesetzlich geplante Unabänderbarkeit durch die Zertifizierung ins Leere, weil die Unabänderbarkeit irrelevant ist, wenn die Geschäftsvorfälle mangels Registrierung überhaupt nicht gespeichert werden.

### Unveränderbarkeit der Daten (§146 Abs. 4 AO)
Die in die Registrierkasse eingegebenen Daten müssen unveränderbar sein (§ 146 Abs. 4 AO), damit die Vermutung des § 158 AO eingreift. Das ist bei digitalen Daten laut GoBD vom Steuerpflichtigen nachzuweisen. Die Unveränderbarkeit ist widerlegt, wenn erfasste Daten vom System automatisch überspielt werden. Die in den GoBD genannten Anforderungen beziehen sich auf organisatorische und technische Lösungen. Dies ist nach dem geltenden System nicht möglich. Das sind aber bisher nur theoretische Vorstellungen, da die GoBD selbst Varianten aufzeigen, dass dies widerlegt wird. Damit fehlt es bisher an der technischen Lösung, die rechtlich den nötigen Rahmen mit der nötigen Rechtssicherheit bietet. Das ist bisher nur bei Taxis z. B. in Hamburg gewährleistet, die freiwillig am INSIKA-Verfahren teilnehmen. Inzwischen gibt es auch in NRW Taxis, deren Fahrten mit INSIKA aufgezeichnet werden. Das ist am Aufkleber INSIKA an diesem jeweiligen Taxi erkennbar.

### Registrierkassenzwang und Einzelaufzeichnungen
Es gibt in Deutschland keine rechtliche Verpflichtung, Bareinnahmen mit Hilfe einer Registrierkasse zu verbuchen. Wird keine Registrierkasse eingesetzt, wird dies als offene Ladenkasse bzw. Thekenkasse oder Barkasse bezeichnet. Allerdings ergibt sich aus vielen Einzelumständen eine Einzelaufzeichnungspflicht für jeden einzelnen Geschäftsvorfall. Sie kann theoretisch auch manuell erfolgen, wobei dies in einem bargeldintensiven Betrieb mit zahlreichen Geschäftsvorfällen kaum durchzuhalten ist. In Restaurantbetrieben, in denen Belege für Bewirtungskosten ausgestellt werden, ergibt sich eine faktische Registrierkassenpflicht, weil nach dem Schreiben des Bundesfinanzministeriums vom 21. Nov. 1994 – BStBl 1994 I S. 855 – eine steuerliche Anerkennung des Bewirtungsbelegs nur bei maschineller Erstellung in einer Registrierkasse oder PC-Kasse erfolgt. Bei Umsätzen zu verschiedenen Steuersätzen bei der Umsatzsteuer erleichtert eine Registrierkasse die erforderlichen Aufzeichnungen der Geschäftsvorfälle mit Zuordnung zu den jeweiligen Steuersätzen. Faktisch besteht eine Registrierkassenpflicht, da sonst die Aufzeichnungen gem. § 22 UStG bei den meisten Firmen kaum anders geführt werden können. Eine Schubladenkasse ohne Aufzeichnungen gem. § 22 UStG ist bereits formell fehlerhaft, wenn Entgelte zu verschiedenen Steuersätzen anfallen.
Bei Buchführungspflicht folgt die Einzelaufzeichnungspflicht aus dem Umstand, dass die Barerlöse transparent zu machen sind. Bei fehlender Buchführungspflicht folgt die Pflicht zu Einzelaufzeichnungen aus § 22 UStG, auch wenn alle Entgelte nur einem Steuersatz unterliegen. Wegen der Pflicht, alle Barerlöse und Barausgaben durch Belege zu dokumentieren, sind die Aufzeichnungspflichten bei der manuellen Form der offenen Ladenkasse und der Registrierkasse identisch. Es ist also grob fehlerhaft, nur eine Tageslosung auszuzählen. Dann wird die Einzelaufzeichnungspflicht, die partielle Einzelaufzeichnungspflicht und die Pflicht zur Schaffung von Belegen, damit die Besteuerungsgrundlagen überprüfbar sind, missachtet.

### Digitale Kassenprüfung
Die digitalen Aufzeichnungen in der Registrierkasse selbst, aber auch in den Vorsystemen können im Rahmen der steuerlichen Beratung oder der finanzamtlichen Kassennachschau bzw. Betriebsprüfung mittels einer sog. digitalen Kassenprüfung inhaltlich auf ihre Vollständigkeit und Richtigkeit überprüft werden. Dadurch lassen sich Unterschlagungen und sog. doppelte Verkürzungen etc. entdecken. Nach der AO und entsprechend den GoBD ist jede Kassenführung fehlerhaft, wenn die digitalen Aufzeichnungen nicht unveränderbar sind. Das greift immer ein, wenn die Aufzeichnungen manuell oder automatisch (wegen zu geringer Aufzeichnungsvolumens) überschrieben werden. Die Probleme stellen sich insbesondere bei Taxametern und bei Registrierkassen. Es gibt zwischenzeitlich EDV-Programme, mit denen sowohl der Prüfer über die Software IDEA als auch die Steuerberater mit der Software ACL die Plausibilität der erfassten Daten digital verifizieren können.

## Rechtliche Bestimmungen zu Registrierkassen in Österreich
Die gesetzlichen Rahmenbedingungen in Österreich ähnelten bis 31. Dezember 2015 den deutschen sehr weitgehend.
Im Rahmen der Steuerreform 2015 wurden gesetzliche Änderungen beim Kassieren von Bareinnahmen mit Wirkung 1. Jänner 2016 beschlossen:
- Einführung einer Registrierkassenpflicht
- Änderungen bei der Einzelaufzeichnung
- Änderungen bei der Belegausstellung

Ab 2016 haben alle Betriebe (Gewerbe, selbständige Tätigkeit und Land- und Forstwirtschaft) zur Einzelerfassung der Barumsätze zwingend ein elektronisches Aufzeichnungssystem (= Registrierkassen) zu verwenden, wenn diese mehr als € 15.000,– Umsatz sowie mehr als € 7.500,– „Barumsatz“ (genaue Definition siehe Quelle) machen.
Ab 2017 müssen alle Registrierkassen zusätzlich über einen Manipulationsschutz verfügen, mit:
- Sicherheitseinrichtung
- Datenerfassungsprotokoll
- Summenspeicher
- Signaturerstellung